# Suksan Khunsuk
Suksan Khunsuk (thailändisch สุขสันต์ คุณสุทธิ์) ist ein thailändischer Fußballtrainer.

## Karriere
Suksan Khunsuk übernahm am 13. September 2017 die Mannschaft des Erstligisten Super Power Samut Prakan FC. Hier löste er den am 10. September 2017 entlassenen Apisit Kaikaew ab. Achtmal stand er bei dem Verein aus Samut Prakan in der ersten Liga an der Seitenlinie. Am Ende der Saison musste er mit dem Klub als Tabellenletzter in die zweite Liga absteigen. Seit Ende November 2017 ist er vertrags- und vereinslos.